# جاكوار اكس كي
جاكوار اكس كي (بالإنجليزية: Jaguar XK)‏هي سيارة سياحية كبرى يتم إنتاجها من قبل شركة سيارات جاكوار .